# Tim Lounibos
Tim Lounibos est un acteur et producteur américain né le 31 décembre 1979 à Petaluma, en Californie (États-Unis).

## Filmographie
- 1993 : For Goodness Sake (en) de Jim Abrahams et David Zucker : Thief #6
- 1994 : Droit à l'absence (Leave of Absence) (TV) : David Sue
- 1994 : Terminal Velocity : Jump Junkie #3
- 1994 : Erotique : Adrian (segment Wonton Soup)
- 1995 : Profiles : Punky Man
- 1995 : Cops n Roberts : Mailroom Boy
- 1995 : Gei ba ba de xin (voix)
- 1996 : Steel Sharks : Mack
- 1996 : Le Prince (The Prince) : Thug
- 1996 : Cowgirl : Steve Kim
- 1999 : Life Tastes Good : Archie
- 1999 : A.T.F. (TV) : Agent Ron Estes
- 2001 : Ball & Chain (TV) : TaGOR (voix)
- 2001 : Invisible ennemi (Contagion) : Special Agent Fraley
- 2003 : Uh Oh! : Yosur
- 2004 : Harlequin
- 2004 : À la Maison-Blanche (TV) :  Colonel Leahy (saison 5, épisodes 21 et 22 et saison 6, épisode 1)
- 2006 : Shark (TV) : Benny Hong (saison 1, épisode 6)
- 2007 : Preuve à l'appui (TV) : Père de Jamie (saison 6, épisode 11)
- 2016 : The Real O'Neals (TV) : L'arbitre (saison 2, épisode 7)
- 2017 : Esprits criminels (TV) : Chef Gary Foles (saison 13, épisode 7)